# Tylos latreillei
Tylos latreillei là một loài chân đều trong họ Tylidae. Loài này được Audouin miêu tả khoa học năm 1826.